# Demey (métro de Bruxelles)
Pour les articles homonymes, voir Demey.
Demey est une station de la ligne 5 du métro de Bruxelles située à Bruxelles, sur la commune d'Auderghem.

## Situation
La station est située entre les deux sens de circulation de l'autoroute E411, avant de plonger dans un tunnel sous le viaduc Herrmann-Debroux, non loin de l'avenue Gustave Demey qui lui donne son nom, nommée d'après l'ancien bourgmestre d'Auderghem Gustave Demey.
Elle est située entre les stations Beaulieu et Herrmann-Debroux sur la ligne 5.

## Histoire
Mise en service le 17 juin 1977.
Deux œuvres d'art ont été inaugurées à la station Demey en 2012 : « Miniatures végétales » de Bob Verschueren et « People in Motion » de Michel Dusariez. La station a également été rafraichie au niveau des quais en 2013, et des ascenseurs pour les atteindre ont été placés.

## Service aux voyageurs

### Accès
La station compte cinq accès :
- Accès no 1 : situé côté sud de la station sur l'avenue Edmond Van Nieuwenhuyse (équipé d'un escalator) ;
- Accès no 2 : situé côté nord de la station devant le centre commercial (équipé d'un escalator) ;
- Accès no 3 : situé côté nord de la station devant le centre commercial (équipé d'un ascenseur) ;
- Accès no 4 : situé côté nord de la station sur l'avenue Louis Dehoux (équipé d'un escalator) ;
- Accès no 5 : situé côté sud de la station sur l'avenue Edmond Van Nieuwenhuyse (équipé d'un escalator et d'un ascenseur).

Cette station est une station de surface, entièrement vitrée, ce qui lui confère une atmosphère particulière qui la rend unique sur tout le réseau du métro Bruxellois.

### Quais
La station est de conception classique avec deux voies encadrées par deux quais latéraux.

### Intermodalité
La station est desservie par les lignes 41 et 72 des autobus de Bruxelles.

## À proximité
- Place et quartier Pinoy
- Centre commercial du Carrefour d'Auderghem